# Kim Chi-gon
Kim Chi-gon (Busan, Corea del Sur, 29 de julio de 1983) es un exfutbolista de Corea del Sur que jugaba en la posición de defensa.

## Carrera

### Club
| Periodo   | Club                               | Apariciones | Goles |
| --------- | ---------------------------------- | ----------- | ----- |
| 2002-2009 | Anyang LG Cheetahs / FC Seoul      | 148         | 2     |
| 2010–2017 | Ulsan Hyundai                      | 156         | 9     |
| 2011–2012 | → Sangju Sangmu (servicio militar) | 41          | 1     |
| 2018      | Sarawak FA                         | 15          | 0     |

### Selección nacional
Jugó para Corea del Sur en nueve ocasiones de 2004 a 2009, participó en los Juegos Olímpicos de Atenas 2004, los Juegos Asiáticos de 2006 y en la Copa Asiática 2007.

## Logros
- Copa de la Liga de Corea (1): 2006